# Richard Allen Gyhra
Richard Allen Gyhra (ur. w USA) – amerykański duchowny katolicki, dyplomata watykański.

## Życiorys
22 maja 1999 otrzymał święcenia kapłańskie i został inkardynowany do diecezji Lincoln. Otrzymał przygotowanie do służby dyplomatycznej na Papieskiej Akademii Kościelnej. W 2010 rozpoczął pracę w nuncjaturze apostolskiej na Dominikanie. Następnie był sekretarzem w Stałym Przedstawicielstwie Stolicy Apostolskiej przy Biurze Narodów Zjednoczonych i Agencjach Wyspecjalizowanych w Genewie (2013–2016). W latach 2016–2022 był pracownikiem Sekretariatu Stanu Stolicy Apostolskiej. Następnie pełnił funkcję radcy nuncjatury w Tanzanii (2022–2024).

### Episkopat
1 lipca 2024 został mianowany przez papieża Franciszka stałym obserwatorem Stolicy Apostolskiej przy Biurze Narodów Zjednoczonych i Agencjach Wyspecjalizowanych w Wiedniu, będąc obserwatorem m.in. przy OBWE i Międzynarodowej Agencji Energii Atomowej.